# L'Île merveilleuse
Pour les articles homonymes, voir Wonder Island (homonymie).
L'Île merveilleuse (Wonder Island, Akira Toriyama, décembre 1978) est un manga en 2 parties publié dans Weekly Shonen Jump et édité en français en 1998 par Glénat dans Akira Toriyama Histoires Courtes volume 1.

## L'histoire
Cette histoire met en scène un monde étrange et loufoque où l'on retrouve des êtres aussi absurdes qu'un poisson nageant dans l'air avec une bouteille d'eau dans le dos, un singe faisant du skate board… L'histoire raconte les aventures d'un Tarzan de pacotille qui porte des lunettes de soleil. Dans le premier épisode, il aura affaire à un aviateur nommé Hisō Furusuni. Dans le second, ce sera contre l'inspecteur Harry qu'il devra défendre.

## Analyse
1978 : Toriyama publie son premier manga en deux parties : L'île merveilleuse. Cette histoire fut présentée au « Monthly Young Jump Award », actuel Hop Step Award, décerné par Weekly Shonen Jump. Akira gagna le premier prix et cette bande fut publiée dans le numéro 52 de "Weekly Shonen Jump". L'épisode 2 fut lui publié dans Weekly Shonen Jump Special de décembre. Déjà tout le dynamisme et la rapidité de lecture sont présents. Toriyama suggère des scènes rapides à l'humour vif et saccadé.
Nous avons affaire à des personnages aux mouvements raides et courts qui accentuent la saccade des scènes. Les cadrages sont à la fois simples et efficaces. La plupart des personnages sont en SD (super deformed) autrement dit les proportions du corps et de la tête sont pratiquement les mêmes. On retrouve aussi dans ce premier manga, quelques personnages fétiches de Toriyama à commencer par le Tarzan à lunettes que l'on retrouve dans Dr Slump, le vampire, la sorcière (Baba dans Dragon Ball), Godzilla, le dragon…
Dans ces personnages, il y en a beaucoup qui sont repris et parodiés. En plus de ceux cités plus haut, on peut voir aussi King Kong, Astro Boy et L'Inspecteur Harry (que l'on retrouvera dans Dr Slump sous les traits de Kurkinton Soramama). Le personnage de la première histoire, Hisō Furusumi, est un oiseau-pilote qui descend d'une montagne. Il est fort probable que l'auteur s'est ici représenté. En effet, Toriyama signifie en japonais l'oiseau (Tori) des montagnes (Yama). On est en droit alors de se poser une question : si Toriyama s'est représenté comme l'ennemi du Tarzan à lunettes dans la première partie, l'inspecteur Harry ne serait-il pas une seconde projection de l'auteur, tout comme Dr Senbeï Norimaki (Dr Slump) lorsqu'il se transforme pour 30 secondes en gendre bellâtre ? La question reste posée. Toujours est-il que cette première œuvre rafraîchissante n'en est pas moins une œuvre de jeunesse ouvrant une petite porte à un futur grand auteur…

## Adaptation
On retrouve les personnages de ce manga dans un anime de Dr Slump sorti au cinéma en 1981 qui s'intitule Dr. Slump : Hello! Wonder Island.